# مزدا سی‌ایکس-۳
مزدا سی‌ایکس-۳ (انگلیسی: Mazda CX-3)
یک SUV کراس‌اوور جمع و جور است که در مزدا در ژاپن تولید شده است.این خودرو بر اساس پلتفرم مشابه مزدا ۲ (DJ/DL) ، در ۱۹ نوامبر ۲۰۱۴ رونمایی شد. این خودرو در سال ۲۰۱۶ وارد بازارهای جهانی شد.